# 元田作之進
元田 作之進（もとだ さくのしん、文久2年2月22日（西暦1862年3月22日） - 1928年(昭和3年)4月16日）は、聖公会の日本人最初の監督（主教）。日本聖公会東京教区初代主教。立教大学の初代学長、英和学舎塾長。松下正寿は娘婿。

## 生涯
文久2年2月22日、筑後国久留米藩士（郡奉行を務めた）の第6子として出生。1877年（明治10年）、久留米師範学校の第一回卒業生になる。卒業後は小学校や中学校の教師を務めた。
1881年（明治14年）米国聖公会宣教師テオドシウス・ティングの大阪・川口の英和学舎（のちの立教大学）で学ぶ。
1882年（明治15年）に洗礼を受けてキリスト教に入信。同年、英和学舎の教師である河島敬蔵が日本で初めてシェイクスピア劇の翻訳を行う中で筆記を担当。翌1883年（明治16年）2月から、『ジュリアス・シーザー』の翻訳である『欧州戯曲ジュリアスシーザルの劇』として日本立憲政党新聞（現：毎日新聞）に掲載。同年、塾生の投票により、英和学舎塾長となる。同じ頃、留学の志を得て一旦故郷の筑後へ帰り、福岡県小郡小学校の校長を務めた。
1885年（明治18年）春、再び大阪へ赴き、ティングへ留学の意向を伝える。
1886年（明治19年）7月に留学のためティングとともに渡米。その後、ケニオン大学、フィラデルフィア神学院、ペンシルベニア大学哲学科、コロンビア大学で社会学を専攻して、哲学博士号を取得する。
1895年（明治28年）9月に帰国後、立教専修学校の校長に就任する。1896年（明治29年）1月に司祭となる。
1897年（明治30年）に信仰心の篤い生徒を組織して「立教学校ミッション」を結成。翌年3月に機関紙である『築地の園』を創刊する。
1899年（明治32年）立教中学の校長になり、1907年（明治40年）立教大学の初代学長に就任する。その後、東京三一神学校（現・聖公会神学院）の教授も務めた。
その間、津田梅子が1900年（明治33年）に設立した女子英学塾の創設と運営に、新渡戸稲造、上野栄三郎らと協力した。また、1900年（明治33年）から1923年（大正12年）まで拓殖大学で英語を教えた。
立教大学は池袋移転後の1922年（大正11年）、大学令にもとづく大学として認可される。
1923年（大正12年）4月25日に日本聖公会東京教区の設立が可決し、同年5月17日には第1回東京教区会が開かれ東京教区主教の選出選挙が行われ、投票の結果、元田が東京教区主教に当選した。同年12月7日に東京本郷の聖テモテ教会で「東京教区監督按手式」が行われ、聖公会として日本人初の監督（主教）に任職される。当初、按手式は築地・聖三一大聖堂で行われる予定であったが、1923年（大正12年）9月1日の関東大震災によって大聖堂が廃墟となってしまったため、場所を代えて行われた。また、同年には日本聖公会大阪教区も設立され、同年12月11日に大阪の川口基督教会で「大阪教区監督按手式」が行われ、名出保太郎が元田と同じく日本人として初めての監督（主教）に就任した。
元田は、関東大震災では復興にも尽力したほか、攻玉社講師なども務めた。
1927年（昭和2年）9月には、多川幾造（平安女学院元校長）とともに、満洲国大連に渡航して講演を行った。
1928年（昭和3年）、脳出血のため死去。
1929年（昭和4年）5月1日には、立教大学で元田前学長の記念銘板（タブレット）の除幕式が盛大に行われた。式は図書館講堂において肖像除幕式によって始められ、その後チャペルで記念タプレット除幕礼拝式が行われた。

## 主な著書
著書に『日本聖公会史』、『老監督ウィリアムス』などがある。

## 栄典
- 1915年（大正4年）11月10日  - 勲五等瑞宝章[14]